# ZF2001
Le ZF2001, dénommé RBD-Dimer, est un vaccin contre la Covid-19 développé par l'Anhui Zhifei Longcom en collaboration avec l'Institut de microbiologie de l'Académie chinoise des sciences,. En décembre 2020, le candidat vaccin était en essais de phase III avec 29000 participants en Chine, en Équateur, en Malaisie, au Pakistan et en Ouzbékistan,.
Le ZF2001 utilise une technologie similaire à celle d'autres vaccins à base de protéines en phase III de Novavax, Institut Vector et Medicago.
ZF2001 a été approuvé  en Ouzbékistan. La capacité de production devrait être de 300 millions de doses par an.

## Fabrication
L'usine de fabrication de vaccins de la société a été mise en service en septembre, avec une capacité de production annuelle de 300 millions de doses,.

## Commercialisation et déploiement
Le 1er mars 2021, l'Ouzbékistan a autorisé le ZF2001 (sous le nom commercial ZF-UZ-VAC 2001) après avoir participé aux essais de phase III, a indiqué le ministère ouzbek de l'Innovation.